# کارل درایس

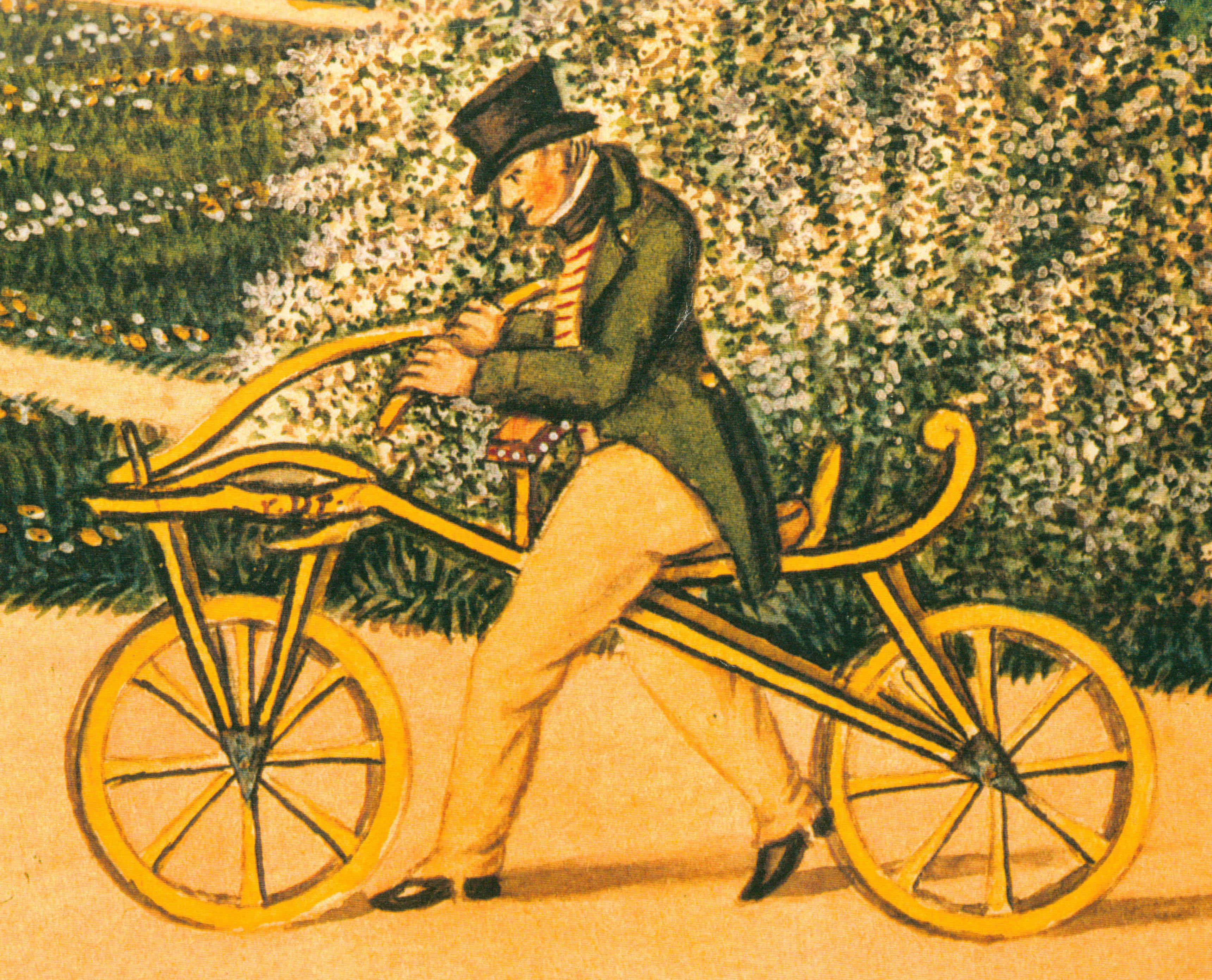
کارل فون درایس بر روی لاف‌ماشین اصلی خود، اولین اسب دو چرخ یا سرگرمی در سال ۱۸۱۹

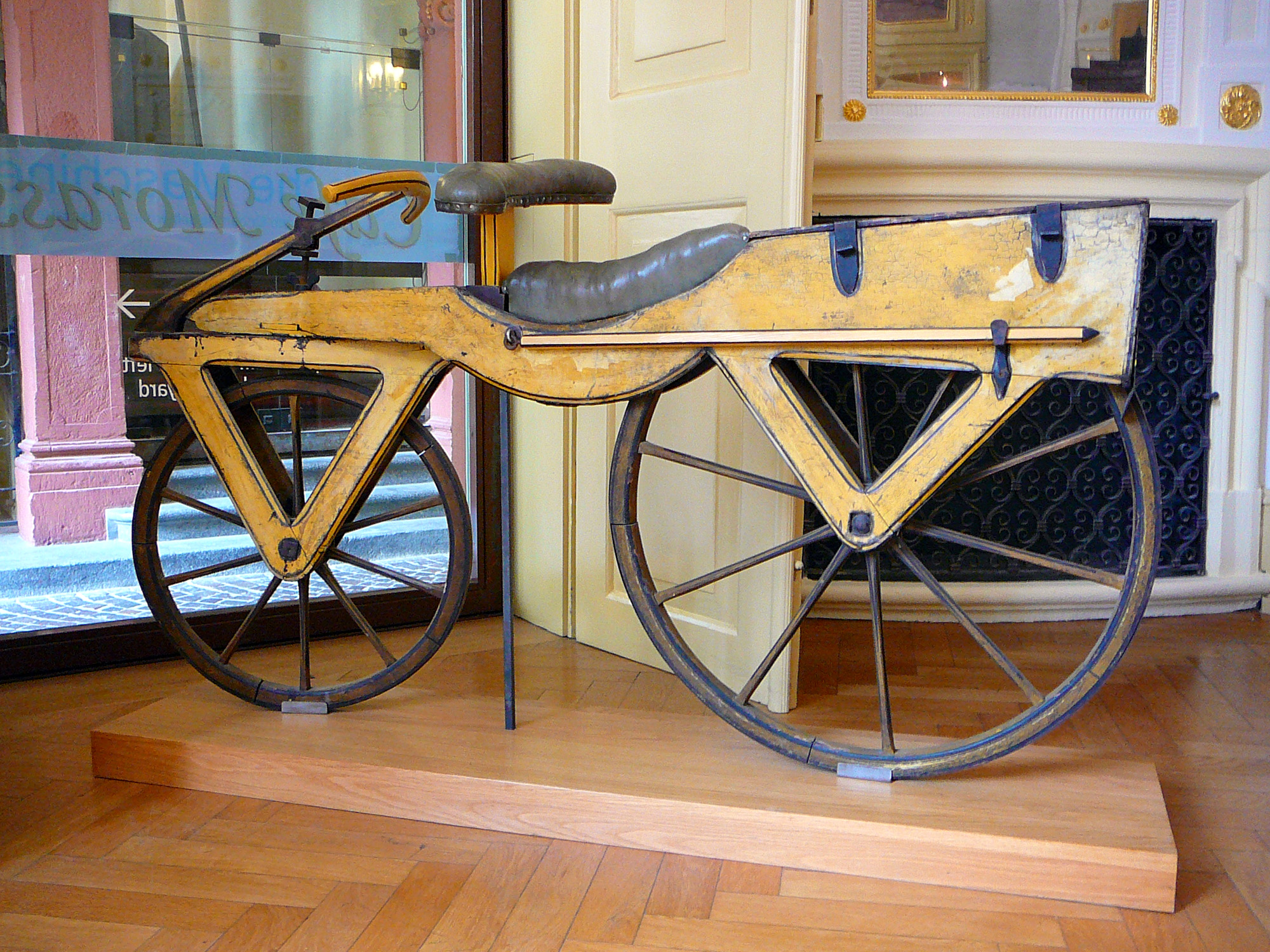
دوچرخه پایی دریازین در حدود سال ۱۸۲۰، ساخته شده با چوب درخت گیلاس و چوب نرم. در موزه Kurpfälzisches در هایدلبرگ، آلمان

کارل فریهر فون درایس (به آلمانی: Karl Freiherr von Drais؛ نام کامل: کارل فریدریش کریستین لودویگ فرایهرر درایس فون زائربرون به آلمانی: Karl Friedrich Christian Ludwig Freiherr Drais von Sauerbronn؛ زاده ۲۹ آوریل ۱۷۸۵ در کارلسروهه - درگذشته ۱۰ دسامبر ۱۸۵۱ در کارلسروهه) یک مقام جنگلبان نجیب اهل آلمان و مخترع مهمی در دوره بیدرمایر بود.

## دوچرخه
درایس یک مخترع پرکار بود او یک نوع دوچرخه اولیه را اختراع کرد که «لاف‌ماشین» یا «ماشین دویدن» (به آلمانی: Laufmaschine) نامیده می‌شدو بعدها «دوچرخه پایی» (velocipede؛ به انگلیسی: draisine؛ به فرانسوی: draisienne) نیز نامیده شد، همچنین به اسب سرگرمی یا اسب شیک نیز معروف گشت. این وسیله تماماً از چوب بود و پدال نداشت. هر کس که می‌خواست سوار شود باید پایش را روی زمین فشار می‌داد تا این وسیله به جلو حرکت کند. این محبوب‌ترین و مشهورترین اختراع درایس بود. این اختراع در اصل شامل دو چرخ بود که برای دوچرخه و موتور سیکلت اساسی است و آغاز حمل و نقل شخصی مکانیزه و شکل اولیه دوچرخهٔ بدون رکاب به‌شمار می‌رود. اولین گزارش سواری درایس با این وسیله در مانهایم در ۱۲ ژوئن ۱۸۱۷ به ثبت رسید؛ فاصله این سواری حدود ۷ کیلومتر (۴٫۳ مایل) رفت و برگشت بود که کمی بیشتر از یک ساعت طول کشید. این دوچرخه اولین بار در ششم آوریل سال ۱۸۱۸ در پاریس به نمایش گذاشته شد.
این اختراع می‌توانست به عنوان تحولی بزرگ برای حمل و نقل بدون اسب شناخته شود. اما پس مدتی مشخص شد که جاده‌ها توسط کالسکه‌ها آنقدر شکننده شده‌اند که تعادل طولانی مدت روی دستگاه به سختی انجام می‌شود، بنابراین سواران بر این دستگاه به پیاده‌روها می‌روند و تا به سرعت حرکت کنند و عابران پیاده را به خطر می‌اندازند. در نتیجه، مقامات آلمان، انگلیس، ایالات متحده و حتی کلکته استفاده از آن را ممنوع کردند، که به این روند برای دهه‌ها پایان داد.

## ماشین تحریر و دیگر اختراعات
درایس همچنین اولین ماشین تحریر را با صفحه کلید اختراع کرد (۱۸۲۱). وی بعدها دستگاه «استنوگراف» یا ماشین تندنویس اولیه را ساخت که از ۱۶ حرف استفاده می‌کرد (۱۸۲۷). همچنین دستگاهی برای ضبط موسیقی پیانو بر روی کاغذ (۱۸۱۲)، اولین چرخ گوشت، یک اجاق گاز برای صرفه‌جویی در چوب و اولین صندوق یونجه را ساخت. وی همچنین دو وسیله نقلیه چهار چرخ مبتنی به نیروی انسانی (۱۸۱۴/۱۸۱۳) اختراع کرد که پس از شکست ناپلئون در وین به کنگره دومین خودرو را از چوب تراشید. در سال ۱۸۴۲، او یک وسیله نقلیه راه‌آهن مبتنی به نیروی انسانی با پای پیاده تولید کرد که نام آن " خطرو " گذاشت که حتی امروزه نیز برای حرکت محدود بر روی راه‌آهن استفاده می‌شود.

## منافع
درایس نتوانست از نظر سودآوری اختراعات خود را به بازار عرضه کند زیرا او هنوز کارمند دولت بادن بود، هرچند بدون ارائه خدمات فعال، حقوقی دریافت نمی‌کرد. در نتیجه، دوک بزرگ کارل در ۱۲ ژانویه ۱۸۱۸، به درایس یک امتیاز بزرگ دلو (Großherzogliches Privileg) برای محافظت از اختراعاتش به مدت ۱۰ سال در بادن اعطا کرد. دوک بزرگ کارل همچنین درایس را به عنوان استاد مکانیک منصوب کرد. این صرفاً یک عنوان افتخاری بود و مربوط به هیچ دانشگاه یا مؤسسه دیگری نبود. درایس از خدمات کشوری بازنشسته شد و به دلیل انتصاب خود به سمت استاد علوم مکانیک به او مستمری تعلق گرفت.